# Miami Heat
Miami Heat és un club de l'NBA amb seu a Miami a l'estat de Florida. Participa en la Divisió Sud-est de la Conferència Est de l'NBA i juga els seus partits com a local al FTX Arena.
L'equip va ser fundat el 1988 gràcies a l'expansió de l'NBA el 1987. Compta amb tres títols de l'NBA, obtinguts en la temporada 2005-06 en vèncer als Dallas Mavericks 4-2, en la temporada 2011-12 quan va derrotar Oklahoma City Thunder 4-1 en la sèrie, a més del més recent obtingut en la temporada 2012-13 derrotant en el màxim de 7 partits als San Antonio Spurs. A més dels tres anells, el Heat han obtingut 11 títols de divisió, aconseguits en les tres èpoques més glorioses de la franquícia: 1997-2000, 2005-2007 i 2011-2014.
En les seves files han jugat estrelles de la lliga com Alonzo Mourning, Glen Rice, Tim Hardaway, Gary Payton, Shaquille O'Neal, Dwyane Wade, Chris Bosh i LeBron James

## Història de la franquícia
- Miami Heat (1988-present)

### Primers anys
El 1987 l'NBA va decidir expandir-se amb quatre nous equips: Charlotte Hornets, Minnesota Timberwolves, Orlando Magic i Miami Heat. Els Heat varen participar per primera vegada a l'NBA a la temporada 1988/89. Va ser un primer any totalment improductiu, amb una plantilla plena de jugadors joves que encara s'havien d'acostumar a la professionalitat. Entre els jugadors de la primera plantilla es trobaven Rony Seikaly i Kevin Edwards (seleccionats a la primera ronda del draft), els debutants Grant Long i Sylvester Gray i els veterans Rory Sparrow, Jon Sundvold, Pat Cummings, i Billy Thompson. L'equip va començar la temporada perdent els seus primers 17 partits, sent un rècord a l'NBA. Van acabar la temporada amb un rècord de 15-67 entrenat per l'ex-assistent dels Detroit Pistons, Ron Rothstein.
A la primera ronda del draft de 1989, els Heat van seleccionar Glen Rice, provinent de la Universitat de Michigan i a segona ronda Sherman Douglas de la Universitat de Syracuse. L'equip es va mudar de la Divisió Central, Conferència Oest a la Divisió Atlàntica de la Conferència Est la temporada 1989/90.

### Els anys 90
Durant la temporada 1990/1991, Rice i Seikaly van mostrar una evolució pel que fa a l'any anterior, però l'equip es va mantenir a la part baixa de la Divisió Atlàntic amb un rècord de 24-58, el que va provocar la renúncia de l'entrenador Rothstien al final de la temporada. Miami va contractar, aleshores, Kevin Loughery, un entrenador amb 29 anys d'experiència com tècnic i ex-jugador de l'NBA. En el draft de 1991, l'equip va seleccionar Steve Smith de la Universitat de Michigan, un base àgil per a un equip més madur. Amb l'ajuda del debutant Smith, Rony Seikaly i un més experimentat Glen Rice, els Heat van finalitzar en quarta posició de la Divisió Atlàntic amb un rècord de 38-44 i va participar per primera vegada en els play-off. Van Ser eliminats pel millor equip d'aquella temporada, els Chicago Bulls de Michael Jordan. Steve Smith va formar part de l'equip de millors jugadors novells i Glen Rice acabà desè el ranking de màxims anotadors de l'NBA
La temporada 1992/93 es van sumar a l'equip Harold Miner provinent de la Universitat de Califòrnia del Sud i el pivot John Salley dels Detroit Pistons. La incorporació de Salley va ser acollida amb optimisme a causa del rol que aquest havia tingut en els dos campionats assolits pels Pistons, no obstant això ràpidament es va notar que Salley era un jugador de qualitat per a un bon equip, però no per a un equip d'un nivell mitjà-baix. Salley va disminuir el seu temps de joc, fins que finalment va ser contractat per Toronto Raptors l'any 1995. La temporada no va començar del tot bé, amb Smith que va perdre diversos partits a causa d'una lesió al genoll i Burton fora de les pistes gairebé tot l'any per una lesió al canell. Després del retorn de Smith, Miami va assolir encadenar una série de victòries entre febrer i març, però no va ser suficient per a revertir el mal començament de 13-27. Van finalitzar l'any amb un rècord de 36-46 i no van participar en els play-off.
La temporada 1993/ 94, va assolir per primera vegada un rècord positiu, 42-40 i va retornar als play-off on es va enfrontar amb els Atlanta Hawks. Atlanta es va recuperar, després de perdre la sèrie per 2 a 1, i va acabar guanyant la série al millor de 5 partits. Després d'aquesta temporada, Steve Smith seria seleccionat com membre del segon Dream Team de l'NBA, el grup de grans estrelles de l'NBA que van competir en el Campionat Mundial de bàsquet de 1994 a Toronto representant als Estats Units. L'equip també estava format pels futurs jugadors dels Heat Shaquille O'Neal, Alonzo Mourning, Dan Majerle i Tim Hardaway.
La temporada 1994/ 95, l'equip va renovar la seva plantilla, canviant a Seikaly, Smith, i Grant Long per Kevin Willis i Billy Owens.
Aquesta època es va produir un gran canvi en la gerència de Miami. El 13 de febrer de 1995 els drets de Billy Cunningham i Lew Schaffel van ser comprats per la família Arison. Mickey Arison va ser nomenat gerent general, sent la seva primera decisió acomiadar el tècnic Loughery i reemplaçar-lo per Alvin Gentry com entrenador interí per a tractar de remuntar el rècord de 17-29. Gentry va assolir un rècord de 15-21 en els restants 36 partits de la temporada per a finalitzar amb 32-50 en total, 10 partits per sota de la marca de l'any anterior.

### L'època de Riley
Després de finalitzada la temporada 1995, els Heat contracten a Pat Riley per a ser el seu nou president i entrenador. Riley va ser l'ideòleg del gran canvi que va enviar Glen Rice i Matt Geiger, entre d'altres, als Charlotte Hornets a canvi de la superestrella Alonzo Mourning. En una successió de canvis a mitja temporada, Riley va adquirir diversos jugadors, com Tim Hardaway, Chris Gatling i Walt Williams. Miami va finalitzar la temporada amb un rècord positiu, amb Mourning entre els capdavanters de la lliga en anotacions i rebots, però va perdre en play-off, en tan sols 3 partits contra els Chicago Bulls. La següent temporada, Miami va assolir el seu millor rècord, 61-21, amb nous jugadors, Dan Majerle, P.J.Brown, Jamal Mashburn i Voshon Lenard. Aquesta vegada van ser derrotats en 7 partits, davant els Bulls, però a les finals de la Conferència Est.
La franquícia va celebrar el seu desè aniversari la temporada 1997/ 98 i va obtenir per segona vegada consecutiva el primer lloc de la Divisió Atlàntic. No obstant això, els Heat van perdre a primera ronda dels play-off amb els New York Knicks. Aquest resultat es repetiria la següent temporada.
Com a resultat de l'èxit a la pista, els Heat van canviar de pavelló l'any 1999, al American Airlines Arena, amb seients per a 20500 seguidors. L'equip novament va perdre en el partit 7 de la sèrie, amb els Knicks i per un sol punt. La temporada subsegüent, Mourning no va jugar 69 partits, degut a un rar desordre hepàtic. Van guanyar 50 partits, destacarien Eddie Jones, Anthony Mason i Tim Hardaway. Però van perdre a la primera ronda de play-off.

### Els anys 2000: L'era O'Neal & Wade

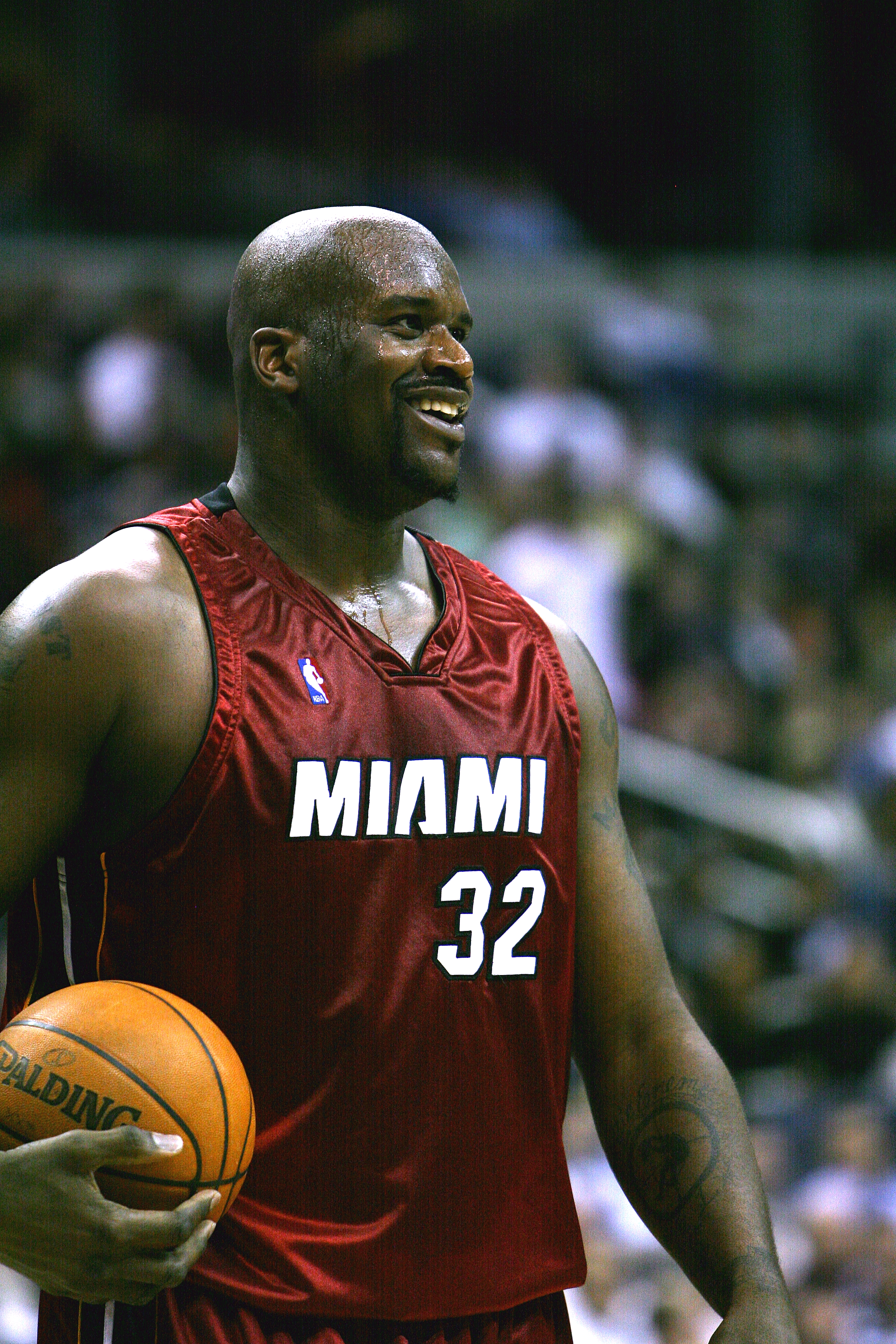
L'arribada de Shaquille O'Neal va potenciar la franquícia.

Noves decepcions, portarien a una remodelació de la plantilla l'any 2003. Pat Riley va fer un pas al costat com entrenador, per a dedicar-se més a ser el president de l'equip i va promoure a l'assistent Stan Van Gundy al lloc d'entrenador principal. Mès canvis van ocórrer quan Miami va triar Dwyane Wade en la posició núm. 5 draft de 2003, i va contractar Lamar Odom i Rafer Alston. Odom va reviure la seva carrera, amb una mitjana de més de 17 punts per jocs. Dwyane Wade va portar energia a l'equip i va trencar diversos rècords de jugadors novells. L'equip va superar la primera ronda dels play-off de 2004, on van vèncer New Orleans 4-3, i després va perdre amb Indiana Pacers 4-2 a les semifinals de conferència.
L'any següent, Miami Heat va contractar la superestrella Shaquille O'Neal, el 14 de juliol de 2004 en un canvi amb Los Angeles Lakers, en el qual Miami va enviar A Lamar Odom, Caron Butler i Brian Grant a l'equip de l'oest. Wade i O'Neal es van consolidar com una bona dupla i com a estrelles en l'NBA amb una mitjana de més de 20 punts per joc. Ron Rothstein, el primer tècnic dels Heat es va convertir en entrenador assistent i tant Steve Smith i Alonzo Mourning van retornar a l'equip com jugadors d'experiència. L'equip va assolir el seu segon millor rècord en la història de la franquícia: 59-23. A la postemporada van guanyar 8 partits seguits en les 2 rondes inicials derrotant a New Jersey i Washington respectivament i van avançar a les finals de la Conferència Est on es van enfrontar amb el campió defensor Detroit. Els equips van guanyar, cadascun, 2 dels quatre partits disputats abans que Miami assolís una fàcil victòria en el cinquè joc, deixant als Pistons a la vora de l'eliminació. Però Miami va perdre a Dwyane Wade a causa d'una distensió muscular. Sense Wade, els Heat van ser derrotats per 91-66 en el sisè partit. El 7è partit era decisiu i es jugava a Miami. En aquest joc, Wade va tornar a jugar, i l'equip tenia una diferència de 6 punts amb sols 7 minuts per jugar, encara que després d'una sèrie de pèrdues i intents fallats va disminuir l'avantatge costant-li a l'equip la derrota del partit i de la sèrie per 4-3.
A la temporada 2005-2006, després d'un començament d'11-10 i amb O'Neal lesionat, Riley es va convertir novament en l'entrenador de l'equip el 12 de desembre de 2005, després que Van Gundy renunciés adduint raons personals. L'equip va guanyar els primers tres partits sota la conducció de Riley, perdent el 4t amb els Cleveland Cavaliers. Els Heat seguien sent criticats per no poder derrotar els equips de major importància en la lliga. A pesar de les crítiques, l'equip aconsegueix arribar a la final de l'NBA per primera vegada en la seva història, derrotantels Detroit Pistons a la final de la conferència Est, i trobant-se amb Dallas Mavericks. els dos primers partits a Dallas serien guanyats per l'equip texà, però Miami finalment remuntà l'eliminatòria fins al 4 a 2 final. Dwyane Wade va ser elegit millor jugador de les finals.

#### Campions de l'NBA
Després de derrotar els Detroit Pistons, els Heat van accedir a la seva primera Final de l'NBA contra Dallas Mavericks. Per a Dallas també suposava la seva primera aparició en una final.
Miami va caure derrotat en les seves dues primeres visites a Dallas, 90-80 i 99-85, respectivament. En la 3a les coses van canviar després de la remuntada que els Heat van culminar de 13 punts en els últims 6 minuts de l'última cambra, quan Dallas ja cantava el 3-0. Liderats per Wade, que va anotar 42 punts i va capturar 13 rebots, i que es va convertir en el gran heroi que va permetre a Miami Heat remuntar i guanyar 98-96.
Wade va empatar la seva millor marca en punts en la fase final i va establir una nova en rebots, a més va sorgir amb cistelles decisives en la reacció dels Heat, que a vuit minuts i mig del final perdien per dotze punts, 83-71. Èxit similar es va viure en el 4t partit, on Dwyane Wade es va oblidar de la lesió en el genoll esquerre i va tornar a exhibir-se amb 36 punts en la victòria (98-74) que suposava el 2-2 en la final. Al costat de Wade, O'Neal i Posey van ser els altres grans protagonistes del triomf amb 17 punts i 13 rebots, i 15 punts i 10 rebots, respectivament.

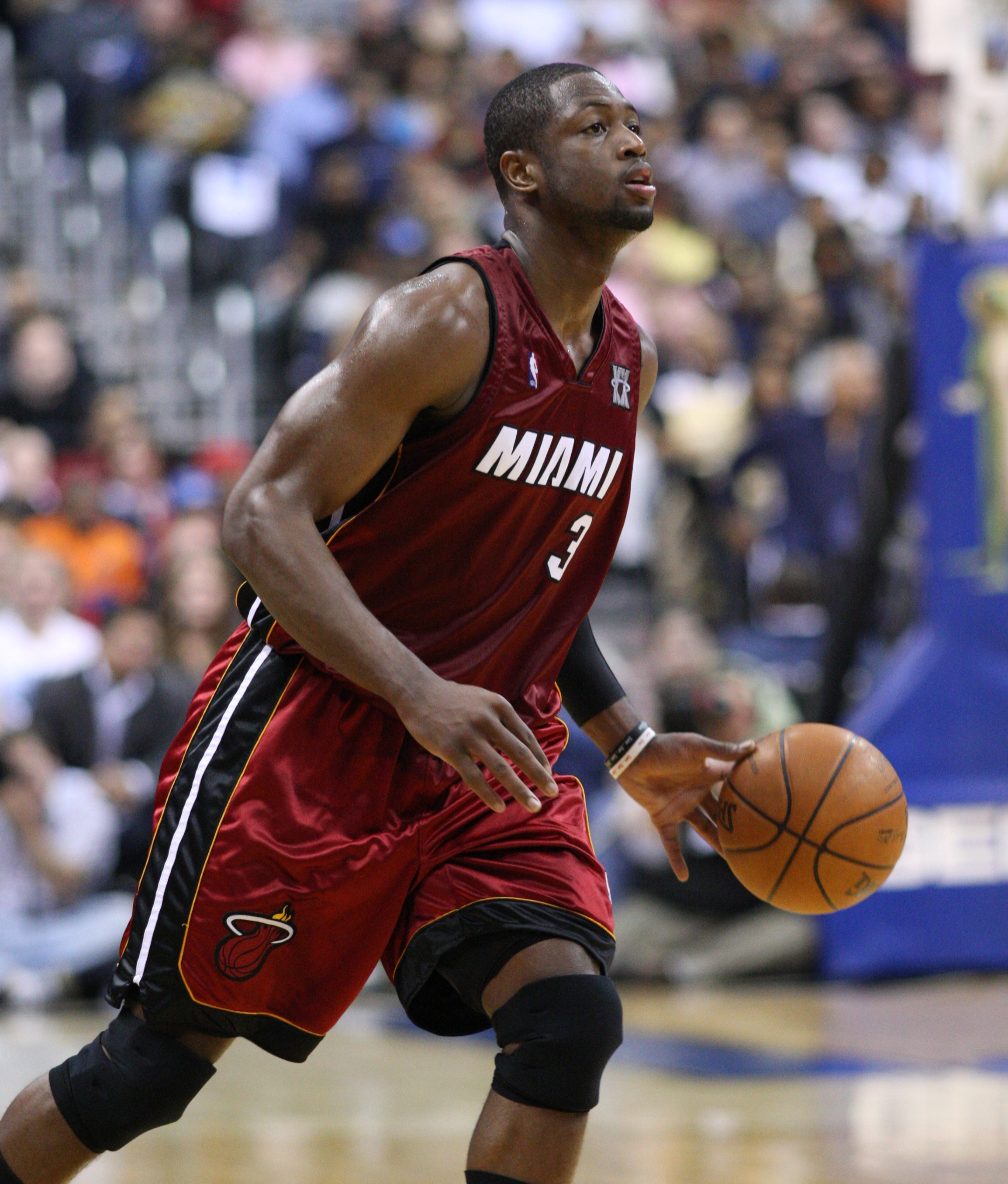
Wade va ser clau en l'anell amb el seu MVP de les Finals.

 Mourning era una altra de les claus del bon fer dels Heat, el veterà pivot va viure una segona joventut i donava minuts de descans de qualitat a O'Neal. En 13 minuts, va aportar 4 punts, 6 rebots i 3 taps. Aquesta trobada va ser el partit número 100 en play-offs de la seva història.
Per tercera vegada consecutiva les actuacions de Wade, que va anotar 43 punts, van fer possible que Miami Heat superessin un marcador advers per guanyar en la pròrroga per 101-100 als Mavs en el 5è partit de la final. Wade, que va establir la seva millor marca individual en la fase final, va anotar els dos punts de la victòria des de la línia de personal amb 1,9 segons perquè conclogués la pròrroga, que també va forçar quan va aconseguir l'empat a 93-93 amb 2,8 segons per finalitzar el temps reglamentari. En referència a aquests 2 tirs lliures Wade va declarar:
| « | Quan vaig fer els dos tirs de personal estava segur que no anava a fallar-los perquè la nit anterior havia estat practicant amb el meu cosí, que em molestava per veure si fallava com em va fer Jason Terry. Però estava convençut que no anava a fallar. | » |

L'únic equip que prèviament havia pogut guanyar 3 partits consecutius a casa en una Final van ser els Pistons en les Finals de 2004, des que s'instaurés el format 2-3-2 el 1985. En el 6è partit, de tornada a Dallas, Miami va rubricar una gran final amb el títol de campió de l'NBA, per primera vegada en la seva història. Dwyane Wade amb 36 punts, inclosos quatre en els últims 26 segons, 10 rebots i 5 assistències, va encapçalar per enèsima vegada en la temporada l'atac de Miami per vèncer per 92-95 i alçar-se amb el MVP de les Finals. Wade va fer de mitjana en les finals 34,7 punts (amb 47% en tirs de camp) i 7.8 rebots per partit. Al costat de Wade, Haslem (17 punts i 10 rebots), Walker (14-11), Mourning (que en 14 minuts, va aportar 8 punts, 6 rebots i 5 taps, el substitut perfecte als problemes de faltes de Shaq) i Posey (amb un triple demoledor que li va donar als Heat un avantatge parcial de 81-87 decisiva) van ser les claus del triomf.
O'Neal, que va guanyar el seu quart títol, no va tenir la seva millor nit i es va quedar en 9 punts i 12 rebots. Mourning, per la seva banda, veia aconseguit el somni de l'anell, després de tants anys en la franquícia.

#### 2006-07: Un any de lesions
Miami va començar de manera desastrosa la temporada, caient davant Chicago Bulls per 42 punts de diferència, 66-108. La pitjor derrota com a locals de tota la seva història i, sens dubte, la pitjor diferència d'un campió en la seva primera trobada. Shaquille O'Neal es va lesionar poc després de començar la temporada per una lesió en el genoll dret, que li va obligar a perdre's 42 partits. Walker i Payton ja tenien molt poc que oferir i el seu rendiment va disminuir molt, la qual cosa va motivar el creixement d'alguns jugadors que abans no comptaven molt com els joves Jason Kapono i Dorell Wright.
La primera meitat de la temporada va ser desalentadora. Pat Riley va deixar el càrrec d'entrenador per prendre's un temps de descans, Riley va aprofitar el descans per sotmetre's a una operació quirúrgica que el va ajudar a superar les molèsties que patia en el genoll i maluc dret. Wade es va lesionar de la nina, la qual cosa li va mantenir fora 31 partits, mentre que James Posey i Antoine Walker van ser suspesos després de no superar un examen mèdic els nivells del qual de greix corporal sobrepassaven els paràmetres de l'equip. Així, Rothstein, tècnic interí de Miami es va posar a càrrec de l'equip i Eddie Jones va ser fitxat de nou després de sortir de Memphis Grizzlies. O'Neal va tornar a les pistes al gener, i Riley va tornar en la segona meitat de la temporada.

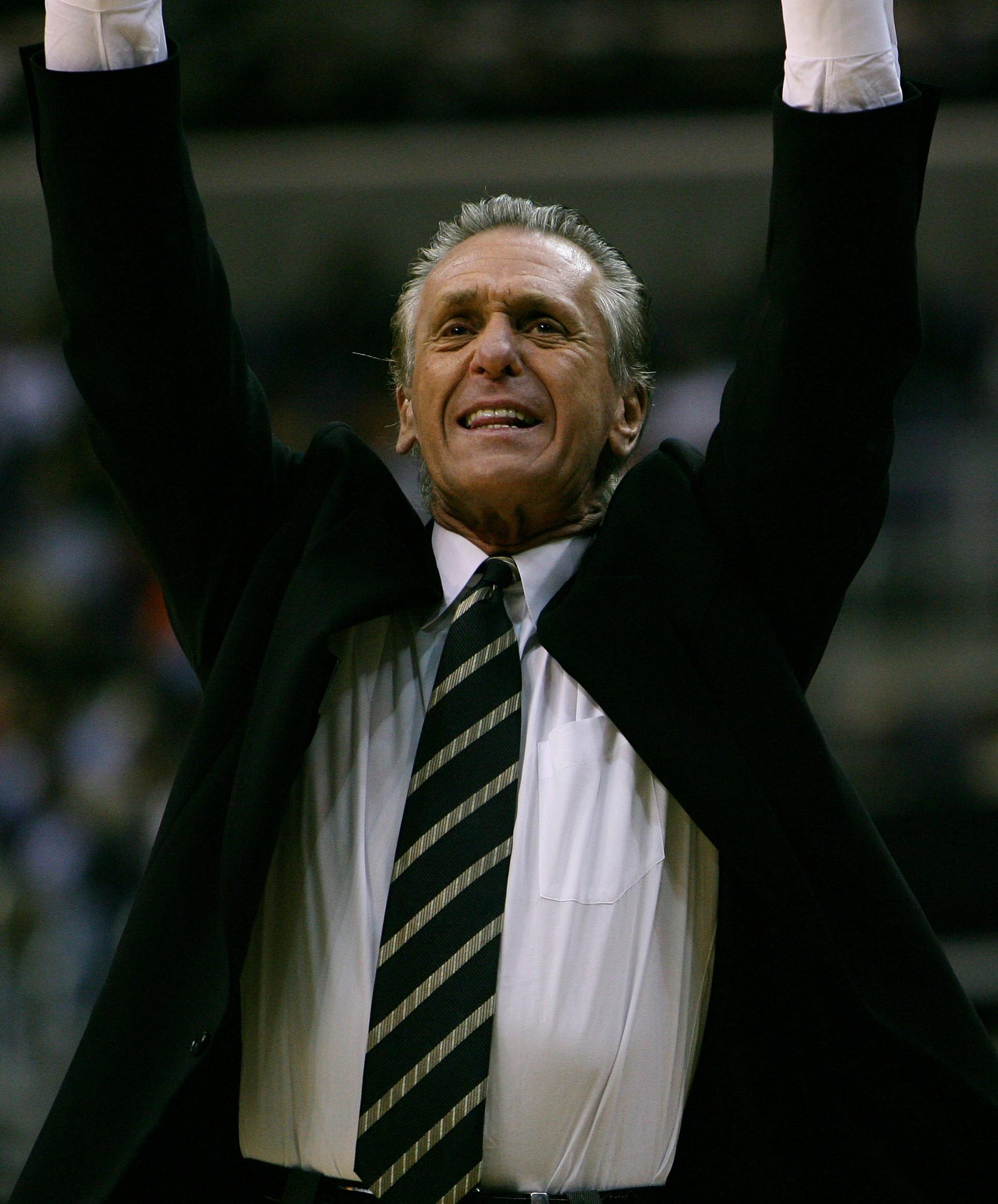
Pat Riley és l'entrenador que més temporades ha dirigit als Heat.

Quan semblava que pitjor no podien anar les coses a Miami, el 21 de febrer en un partit enfront de Houston Rockets, a Wade se li va dislocar l'espatlla esquerra. En comptes de recórrer a l'operació, Wade va optar per la rehabilitació amb l'esperança de tornar pels play-offs. La recuperació del jugador va ser reeixida i Wade va tornar a l'equip el 9 d'abril de 2007 enfront de Charlotte Bobcats. Però a l'estrella dels Heat se li notava mancat de forma, com ell mateix va reconèixer. Després de la lesió de Wade, molts van predir, fins i tot, que els Heat s'anaven a quedar fora de play-offs. Prediccions que ràpidament van ser rebutjades després que els Heat aconseguissin una ratxa de 9 triomfs consecutius en la primera quinzena de març de 2007, i una ratxa de 14 triomfs consecutius a casa.
Shaquille O'Neal va ser la raó principal del ressorgiment dels Heat, ja que havia recuperat el seu millor bàsquet de la temporada i s'estava convertint en l'amenaça ofensiva que necessitaven els Heat per tornar a ser determinants. Poc després de la volta de Wade, l'avi d'O'Neal va morir, perdent-se aquest dos partits. A més, Haslem i Payton van sofrir sengles lesions, que en el cas del base li van prohibir estar en play-offs. Malgrat estar sense Wade l'equip va signar un 16-7 en absència de l'escorta que li va valer per assegurar el setè títol de divisió. El balanç final va ser de 44-38, i en play-offs tocava enfrontar-se, amb l'avantatge de camp a favor, a Chicago Bulls.
No obstant això, de gens va servir aquest hipotètic avantatge de camp, ja que els Bulls van atropellar a Miami per un contundent 4-0. Miami es va convertir en el primer equip des de 1957 que defensant el títol queia en la primera ronda sense guanyar ni un partit. St. Louis, aleshores, va escombrar per 3-0 a Minneapolis. I Chicago també es va convertir en el primer a eliminar els campions defensors en la primera ronda de la fase final des que en el 2000 ho van fer els Suns amb els Spurs. Irònicament, l'entrenador que va dirigir als Suns va ser el mateix que ocupava la banqueta dels Bulls, Scott Skiles. Aquesta derrota també va suposar la primera derrota per 4-0 soferta per Miami.

#### 2007-08: Shaquille O'Neal diu adéu
Després de la decebedora temporada 2006-07, Miami, en comptes de reconstruir, va començar amb intencions de tornar a l'elit. En el draft de 2007 van triar a Jason Smith en el lloc número 20 per traspassar-lo després pel número 21, Daequan Cook. En 2a. ronda també van traspassar la seva elecció, el bosnià Stanko Barac, a Indiana Pacers per una futura 2a. ronda. Miami va perdre a Jason Kapono i a James Posey, que van marxar a Toronto Raptors i Boston Celtics, respectivament. Miami necessitava un base amb urgència i va aconseguir a Smush Parker, que no millorava molt el que hi havia, i al veterà escorta Penny Hardaway, que tornava a trobar-se amb Shaq després de la seva reeixida etapa a Orlando. No obstant això, Hardaway, ja molt veterà, va ser tallat el desembre. Miami també va aconseguir portar de tornada a Ricky Davis, en un trade en el qual va aconseguir també a Mark Blount i va enviar a Minnesota Timberwolves a Antoine Walker, Wayne Simien, Michael Doleac i una 1a. ronda condicionada. Ricky va arribar per ser la 3a. opció en atac després de Dwyane Wade i Shaquille O'Neal, però les circumstàncies que li van oferir als Heat van ser ben diferents.
El 19 de desembre de 2007 durant la primera cambra de la trobada enfront d'Atlanta Hawks, Mourning es va estripar el tendó del genoll dret i, malgrat la insistència dels metges, no va deixar que el retiressin en llitera, arribant a comentar que aquesta no era la manera en què imaginava sortir d'una pista per última vegada en la seva carrera. No obstant això, el jugador va iniciar un procés de recuperació durant el 2008, amb la intenció de seguir jugant una altra temporada més si el cos l'hi permet i rescabalar-se de la garrotada soferta en la temporada del seu comiat.
El 5 de febrer de 2008, ESPN va publicar que Miami estava interessat a traspassar Shaquille O'Neal, contrari a l'opinió de Pat Riley un mes abans declarant que els Heat no tenien intenció de traspassar el 13 vegades all-star. Un dia després, no obstant això, Miami va traspassar O'Neal a Phoenix Suns per Shawn Marion i Marcus Banks, posant fi a l'etapa Wade & Shaq.
El 19 de març de 2008, Miami va ser ridiculitzat per Toronto Raptors en caure 96-54, en el que és la tercera pitjor derrota de la història de l'NBA durant l'època del rellotge de possessió. A aquest nefast rècord li va seguir el de menys cistelles anotades amb 17 en una trobada disputada davant Boston Celtics el 30 de març.
Els Heat van acabar la temporada amb el pitjor rècord de l'NBA, 15-67, igualant el seu pitjor balanç en la història que van signar en el seu primer any en la lliga. Wade va tornar a perdre's 31 partits i no va arriscar per estar a punt per a la temporada 2008-09, mentre que Haslem es va perdre 33 i Williams 16. Miami va acabar la temporada amb un equip atípic, on van cobrar major protagonisme jugadors joves com Chris Quinn, Daequan Cook, Earl Barron, Kasib Powell o Blake Ahearn. Van acabar la temporada vencent a Atlanta Hawks 113-99, permetent igualar el pitjor registre de victòries en una temporada en la història de Miami.
Malgrat les dues temporades en les quals els seus nombres van minvar notòriament, Pat Riley va començar a dissenyar un veritable pla per retornar-li el seu estatus de gran equip a la franquícia, alguna cosa que els havia portat a ser campions el 2006. Amb el traspàs d'O'Neal van alliberar càrrega salarial i l'arribada de Marion ofereix una alternativa de nivell a la idea de reconstruir entorn de Wade envoltant-li de bons jugadors. Wade va declarar que la seva intenció era continuar en la franquícia i ser part del procés de reconstrucció pensat des dels despatxos de Miami Heat. La seva decisió de romandre al costat de l'equip que el va veure créixer com a jugador de bàsquet, va portar a una massiva campanya de fans per pressionar els dirigents en el seu intent per renovar-li el seu contracte una vegada finalitzat el mateix.

#### 2008-2010: Anys de reconstrucció
En el draft de 2008, els Heat van obtenir a Michael Beasley en la segona ronda. Al febrer de 2009, van traspassar a Shawn Marion i Marcus Banks a Toronto Raptors per Jermaine O'Neal i Jamario Moon. Els Heat van acabar amb un 43-39, sent eliminats en play-offs per Atlanta Hawks en primera ronda. Wade va ser el líder de l'equip en fer una mitjana de 30,2 punts per partit.
En la 2009-10, la temporada va ser molt més inconsistent. Amb un irregular començament, els Heat van aconseguir guanyar 12 de 13 partits en el sprint final, aconseguint classificar-se per play-offs com a cinquens. En primera ronda es van enfrontar els Boston Celtics, sent eliminats.

### L'era del "Big Three" (2010-2014)
Miami Heat va entrar en l'Agència Lliure de l'NBA el 2010 amb prop de 45 milions dòlars a l'espai del topall salarial, amb la possibilitat de tornar a signar l'agent lliure Dwyane Wade, i afegir dos dels millors jugadors de l'NBA: LeBron James i Chris Bosh, anomenant-los així el monstre de tres caps, ja que s'esperava una gran temporada pels Heat. Els New Jersey Nets, New York Knicks, Los Angeles Clippers, Chicago Bulls, Cleveland Cavaliers, Dallas Mavericks i els mateixos Heat estaven en negociacions per signar LeBron James. El 7 de juliol de 2010, Dwyane Wade i Chris Bosh van arribar a un acord amb Miami Heat. Després, el 8 de juliol de 2010, LeBron James va mantenir un especial d'una hora a ESPN per anunciar la seva decisió de jugar amb els Heat. Més tard aquesta nit, els Heat van anunciar el traspàs de Michael Beasley als Minnesota Timberwolves per un parell de rondes de draft i diners.
El 8 de juliol de 2010, es va fer oficial que les superestrelles de l'NBA i guanyadors de la medalla d'or olímpica de Beijing LeBron James, Dwyane Wade i Chris Bosh s'unirien a Miami. El Heat va acabar ofertes de signatura i el comerç, l'enviament d'un total de quatre futures primeres rondes i dues seleccions de segona ronda als Cavaliers i els Raptors de Bosh i James (tots dos de 6 anys i la signatura dels contractes de 110,1 milions dòlars). Dwyane Wade va tornar a signar amb els Heat de 107,59 milions dòlars per sis anys. Les tres estrelles tenen clàusules de rescissió anticipada dels seus contractes, la qual cosa els permet convertir-se en agents lliures de nou a l'estiu de 2014. L'últim any en les tres ofertes, de 2015-16, és una opció del jugador. Els tres van fer el seu debut el 2010 a la festa de benvinguda d'estiu dels Heat a l'American Airlines Arena el 9 de juliol, on van ser presentats com Els Tres Reis Mags pel narrador dels Heat i el co-presentador Eric Reid.
En reduir els seus sous les tres superestrelles, els Miami Heat continuaven armant un equip campió, amb la renúncia d'Udonis Haslem i la signatura del ràfec veterà i company d'equip de Haslem a la Universitat de Florida, Mike Miller per 5 anys de contracte a raó de 45 milions. Amb la finalitat d'omplir els buits en la pintura, van signar l'ex-company de James a Cleveland, Zydrunas Ilgauskas per dos anys pel mínim de veterà, 2,8 milions de dòlars, renunciant Joel Anthony, i la signatura de l'ala-pivot Juwan Howard. També arribarien Eddie House i el rookie Dexter Pittman.

#### 2010-11: Subcampions
El primer partit en l'era del "Big three" de Miami, va anar contra l'antic "Big three" de Boston Celtics, perdent els de Miami a Boston, 88-80, però amb les lesions d'Udonis Haslem i Mike Miller. Els Heat no van tenir un bon començament, de manera que l'entrenador, Erik Spoelstra, va ser posat en dubte, més quan es va saber d'un altercat entre James i Spoelstra en un temps mort.
Malgrat la irregular campanya, Wade, James i Bosh van ser seleccionats per l'All-Star 2011, sent la primera vegada que la franquícia enviava tres jugadors a un mateix All-Star. A principis de 2011, els Heat signaven al veterà base Mike Bibby després de tallar Carlos Arroyo. Finalment, els Heat van acabar amb un 54-24 i segons de la Conferència Est després dels Chicago Bulls. En play-offs, van vèncer Philadelphia 76ers i a Boston Celtics. En les finals de Conferència van vèncer als Bulls de Derrick Rose per un 4-1, perdent solament el primer partit, i avançant a les finals on esperaven els Dallas Mavericks de Dirk Nowitzki, emulant les finals de la temporada 2005-06, on els Heat havien vençut als Mavericks i havien aconseguit el primer anell de la seva història.
En les finals, els Heat van vèncer en el primer partit, però els Mavericks van remuntar en el segon. Després de guanyar el tercer partit a Dallas, van perdre el quart, on LeBron va tenir un rendiment paupèrrim. En el cinquè partit, els Mavericks van vèncer 112-103, remuntant l'eliminatòria. En el sisè i decisiu, Dallas va vèncer a Miami per 105-95, guanyant el primer anell de la seva història.

#### 2011-12: Campions de l'NBA
Ja no quedaven excuses perquè Miami Heat fos campió de l'NBA, liderats per LeBron James, Dwyane Wade i Chris Bosh i amb una banqueta estupenda conformada per Mike Miller, Shane Battier, Norris Cole, el rebotador Udonis Haslem, i el base anotador Mario Chalmers, els Heat van començar la temporada en bona forma, amb un rècord de 46-20 i segons de la Conferència Est, ja que va ser una temporada lockout i solament va haver-hi 66 partits. En play-offs, van vèncer 4-1 als New York Knicks de Carmelo Anthony en primera ronda. En segona, es van enfrontar els Indiana Pacers, arribant a perdre 2-1, i amb Bosh lesionat. Malgrat tot, els Heat van aconseguir remuntar l'eliminatòria a la mercè d'unes grans actuacions de LeBron i Wade i passant a les finals de Conferència. En elles es van enfrontar els veterans Boston Celtics, contra els quals també van perdre 3-2. Finalment, van guanyar en set partits després d'un gran LeBron James.
En les finals de l'NBA, s'enfrontaven a uns joves Oklahoma City Thunder, liderats per Kevin Durant i que arribaven per primera vegada a unes finals. Els Heat van començar perdent el primer partit. Conforme avançaven les finals, els Heat es van mostrar intractables, guanyant per un global de 4-1 i amb LeBron guanyant el MVP. Els Heat guanyaven el segon anell de la seva història, i jugadors com LeBron o Bosh, el primer de la seva carrera.

#### 2012-13: Defensant el títol
Els Heat arribaven com a principals candidats a defensar el títol; a més, van obtenir a Ray Allen procedent de Boston Celtics per actuar com a sisè home. Jugadors com Rashard Lewis o Chris Andersen arribaven per apuntalar les febleses de l'equip. Els Heat van demostrar un domini intractable al llarg de la temporada, aconseguint 27 victòries consecutives (la segona major ratxa després de les 33 dels Lakers de la 71-72) i finalitzant primers en la Conferència Est i en tota la lliga, amb un 66-16 que, així mateix, es convertiria en el rècord de la franquícia.

#### Campions de l'NBA per segona vegada consecutiva
En els play-offs, es van enfrontar a Milwaukee Bucks en primera ronda, guanyant amb un contundent 4-0. En segona, es van mesurar amb els Chicago Bulls, els quals els van donar un esglai en el primer partit guanyant-los. No obstant això, Miami va ser capaç de guanyar els següents 4 partits i així passar a les seves terceres finals de conferència consecutives.
Aquesta vegada els va tocar enfrontar-se a Indiana Pacers, sèrie en la qual amb un motivat LeBron James i un molt actiu Chris Andersen, van aconseguir guanyar la sèrie en uns dificultosos 7 partits. Miami Heat va avançar cap a les finals per tercer any consecutiu, però aquesta vegada s'enfrontaria a San Antonio Spurs. El primer joc a l'American Airlines Arena San Antonio li guanyava a Miami en un partit que es va definir sobre el final amb un Tony Parker i Tim Duncan molt actius. Però en el segon partit, Miami va vèncer a San Antonio en un partit extraordinari de part dels locals. En el tercer partit, San Antonio Spurs li va pagar amb la mateixa moneda a Miami Heat vencent d'una forma contundent en el que va ser una de les pitjors derrotes de les Finals de l'NBA. Des d'aquest partit van començar les crítiques a LeBron James, Dwyane Wade i Chris Bosh però sobretot al MVP, perquè no mostraven el seu millor joc. En el 4t partit, Miami va vèncer còmodament a San Antonio, però en el següent partit San Antonio va vèncer deixant la sèrie 3-2 per als texans. En el sisè partit, Miami perdia per 13 punts quan començava el 4t quart, arribant a estar a 5 punts faltant menys de mig minut. En aquest moment, Erik Spoelstra demanava temps mort per organitzar una jugada, en finalitzar el temps mort, Lebron James va tirar de 3 punts, errant, però Miami va agafar el rebot, la hi van donar de tornada al MVP i no va fallar de 3. El mateix va passar segons després, Lebron James va tirar un triple que va errar i Bosh va agafar el rebot ofensiu passant-li-ho a Ray Allen que va tirar un triple extraordinari mancant 5 segons portant el partit a la pròrroga que posteriorment guanyaria Heat. En el setè partit Miami va vèncer els San Antonio amb un LeBron James i Shane Battier terribles coronant-se bicampions de l'NBA. LeBron James va ser el MVP de les finals amb mitjanes de 25,3 punts, 10,9 rebots i 7 assistències en aquesta última sèrie.

#### 2014-2015: L'era post-Lebron James
Poc després de perdre les finals davant San Antonio Spurs Lebron James va anunciar la seva tornada als Cleveland Cavaliers el que va fer que l'equip s'havia de reforçar i ho va fer amb jugadors com Luol Deng, Josh McRoberts, Danny Granger o els prometedors rookies Shabazz Napier i James Ennis.
2015-2016: Una nova temporada
La temporada 2015/2016 ha tingut un bon començament. A través del punt mitjà de la temporada, l'Heat ha tingut un rècord guanyador i estaven en quart lloc en la Conferència de l'Est en general. L'equip té l'esperança de fer alguns canvis en la segona meitat de la temporada perquè puguin acostar-se al primer lloc.

## Pavellons
- Miami Arena (1988-1999)

- FTX Arena (Gener 2000-present)

## Historial (1988-2023)
Nota: G: Partits guanyats; P: Partits perduts; %: percentatge de victòries
| Temporada  | G    | P    | %    | Play-offs                                                                                          | Resultat                                                                           |
| ---------- | ---- | ---- | ---- | -------------------------------------------------------------------------------------------------- | ---------------------------------------------------------------------------------- |
| Miami Heat |      |      |      | |                                                                                    |
| 1988–89    | 15   | 67   | .183 | |                                                                                    |
| 1989–90    | 18   | 64   | .220 | |                                                                                    |
| 1990–91    | 24   | 58   | .293 | |                                                                                    |
| 1991–92    | 38   | 44   | .463 | Perd 1a Ronda                                                                                      | Chicago 3, Miami 0                                                                 |
| 1992–93    | 36   | 46   | .439 | |                                                                                    |
| 1993–94    | 42   | 40   | .512 | Perd 1a Ronda                                                                                      | Atlanta 3, Miami 2                                                                 |
| 1994–95    | 32   | 50   | .390 | |                                                                                    |
| 1995–96    | 42   | 40   | .512 | Perd 1a Ronda                                                                                      | Chicago 3, Miami 0                                                                 |
| 1996–97    | 61   | 21   | .744 | Guanya 1a Ronda Guanya Semi-final de Conferència Perd Final de conferència                         | Miami 3, Orlando 2 Miami 4, New York 3 Chicago 4, Miami 1                          |
| 1997–98    | 55   | 27   | .671 | Perd 1a Ronda                                                                                      | New York 3, Miami 2                                                                |
| 1998–99    | 33   | 17   | .660 | Perd 1a Ronda                                                                                      | New York 3, Miami 2                                                                |
| 1999–2000  | 52   | 30   | .634 | Guanya 1a Ronda Perd Semi-final de Conferència                                                     | Miami 3, Detroit 0 New York 4, Miami 3                                             |
| 2000–01    | 50   | 32   | .610 | Perd 1a Ronda                                                                                      | Charlotte 3, Miami 0                                                               |
| 2001–02    | 36   | 46   | .439 | |                                                                                    |
| 2002–03    | 25   | 57   | .305 | |                                                                                    |
| 2003–04    | 42   | 40   | .512 | Guanya 1a Ronda Perd Semi-final de Conferència                                                     | Miami 4, New Orleans 3 Indiana 4, Miami 2                                          |
| 2004–05    | 59   | 23   | .720 | Guanya 1a Ronda Guanya Semi-final de Conferència Perd Final de conferència                         | Miami 4, New Jersey 0 Miami 4, Washington 0 Detroit 4, Miami 3                     |
| 2005–06    | 52   | 30   | .634 | Guanya 1a Ronda Guanya Semi-final de Conferència Guanya Final de Conferència Guanya Final de l'NBA | Miami 4, Chicago 2 Miami 4, New Jersey 1 Miami 4, Detroit 2 Miami 4, Dallas 2      |
| 2006-07    | 44   | 38   | .537 | Perd 1a Ronda                                                                                      | Chicago 4, Miami 0                                                                 |
| 2007-08    | 15   | 67   | .183 | |                                                                                    |
| 2008-09    | 43   | 39   | .524 | Perd 1a Ronda                                                                                      | Atlanta 4, Miami 3                                                                 |
| 2009-10    | 47   | 35   | .573 | Perd 1a Ronda                                                                                      | Boston 4, Miami 1                                                                  |
| 2010-11    | 58   | 24   | .707 | Guanya 1a Ronda Guanya Semi-final de Conferència Guanya Final de Conferència Perd Final de l'NBA   | Miami 4, Philadelphia 1 Miami 4, Boston 1 Miami 4, Chicago 1 Dallas 4, Miami 2     |
| 2011-12    | 46   | 20   | .697 | Guanya 1a Ronda Guanya Semi-final de Conferència Guanya Final de Conferència Guanya Final de l'NBA | Miami 4, New York 1 Miami 4, Indiana 2 Miami 4, Boston 3 Miami 4, Oklahoma City 1  |
| 2012-13    | 66   | 16   | .805 | Guanya 1a Ronda Guanya Semi-final de Conferència Guanya Final de Conferència Guanya Final de l'NBA | Miami 4, Milwaukee 0 Miami 4, Chicago 1 Miami 4, Indiana 3 Miami 4, San Antonio 3  |
| 2013-14    | 54   | 28   | .659 | Guanya 1a Ronda Guanya Semi-final de Conferència Guanya Final de Conferència Perd Final de l'NBA   | Miami 4, Charlotte 0 Miami 4, Brooklyn 1 Miami 4, Indiana 2 San Antonio 4, Miami 1 |
| 2014-15    | 37   | 45   | .567 | |                                                                                    |
| 2015-16    | 48   | 34   | .659 | Guanya 1a Ronda Perd Semi-final de Conferència                                                     | Miami 4, Charlotte 3 Toronto 4, Miami 3                                            |
| 2016-17    | 41   | 41   | .500 | |                                                                                    |
| 2017-18    | 44   | 38   | .537 | Perd 1a Ronda                                                                                      | Philadelphia 4, Miami 1                                                            |
| 2018-19    | 39   | 43   | .476 | |                                                                                    |
| 2019-20    | 44   | 29   | .603 | Guanya 1a Ronda Guanya Semi-final de Conferència Guanya Final de Conferència Perd Final de l'NBA   | Miami 4, Indiana 0 Miami 4, Milwaukee 1 Miami 4, Boston 2 Los Angeles 4, Miami 2   |
| 2020-21    | 40   | 32   | .556 | Perd 1a Ronda                                                                                      | Milwaukee 4, Miami 0                                                               |
| 2021–22    | 53   | 29   | .646 | Guanya 1a Ronda Guanya Semi-final de Conferència Perd Final de conferència                         | Miami 4, Atlanta 1 Miami 4, Philadelphia 2 Boston 4, Miami 3                       |
| 2022-23    | 44   | 38   | .537 | Guanya 1a Ronda Guanya Semi-final de Conferència Guanya Final de Conferència Perd Final de l'NBA   | Miami 4, Milwaukee 1 Miami 4, New York 2 Miami 4, Boston 3 Denver 4, Miami 1       |
| Totals     | 1475 | 1328 | .526 | |                                                                                    |
| Playoffs   | 162  | 128  | .559 | 3 Campionats                                                                                       | 3 Campionats                                                                       |

## Jugadors destacats

### Per recordar
- P.J.Brown
- Rex Chapman
- Sherman Douglas
- Chris Bosh
- Dwayne Wade
- Tim Hardaway
- Shaquille O'Neal
- Alonzo Mourning
- Damon Jones
- Eddie Jones
- Grant Long
- Dan Majerle
- Jamal Mashburn
- Anthony Mason
- Harold Miner
- Glen Rice
- John Salley
- Rony Seikaly
- Brian Shaw
- Steve Smith
- Kevin Willis

### Números retirats
- 1 Chris Bosh (2010–2016)
- 3 Dwayne Wade (2003–2016 i 2017–2019)
- 10 Tim Hardaway (1996–2001)
- 32 Shaquille O'Neal (2004–2008)
- 33 Alonzo Mourning (1995–2002 i 2005–2008)
- 40 Udonis Haslem (2003–2023)

Honorífics
- 23 Michael Jordan

(Els Heat van retirar el 23 com un tribut a Jordan per la seva contribució a la lliga, malgrat que Jordan mai va jugar per a Miami)

## Entrenadors
| Entrenador     | Temporades actiu |
| -------------- | ---------------- |
| Ron Rothstein  | 1988 – 1991      |
| Kevin Loughery | 1991 – 1995      |
| Alvin Gentry   | 1995             |
| Pat Riley      | 1995 - 2003      |
| Stan Van Gundy | 2003 – 2005      |
| Pat Riley      | 2005 – 2008      |
| Erik Spolestra | 2008 - Present   |